# 황환주
황환주(1957년 4월 17일 ~)는 대한민국의 정치인이다. 춘천시의원을 역임했다.

## 경력
- 춘천남산우체국 국장
- 춘천남산초등학교 총동창회 부회장
- 춘천경찰서 서남지구대 생활안전협의회 위원
- 생활폐기물처리장 주민지원협의체 위원
- 국민건강보험공단 서부지사 자문위원
- 미군부대부지관련 특별위원회 위원

### 의정 활동
- 2006.07 ~ 2010.06: 제7대 춘천시의회 의원
- 2010.07 ~ 2014.06: 제8대 춘천시의회 의원
- 2014.07 ~ 2018.06: 제9대 춘천시의회 의원
  - 2016.07 ~ 2018.06: 제9대 춘천시의회 후반기 부의장
- 2018.07 ~ 2022.06: 제10대 춘천시의회 의원
  - 2020.07 ~ 2022.06: 제10대 춘천시의회 후반기 의장

## 역대 선거 결과
|  | 14.4% |

|  | 37.18% |

|  | 25.86% |

|  | 51.82% |

## 방송
- 모디션 (2019)